# Ingólfur Þorsteinsson
Ingólfur Þorsteinsson (n. 972) fue un vikingo y goði de Hof, Vatnsdalur en Islandia. Era hijo de Þorsteinn Ingimundarson y es uno de los personajes de la saga Vatnsdœla. La figura de Ingólfur es interesante en las sagas por su determinación frente la adversidad, improvisando una armadura para enfrentarse a unos ladrones que habían invadido una hacienda. 
Los ladrones habían robado valiosos bienes y alimentos de una granja en Vatnsdalur, y como caudillo del valle, Ingólfur fue tras ellos con una partida de hombres, siguiendo sus huellas. Las pistas se dividieron, e Ingólfur envió la mitad de los hombres por una senda, mientras que él y los demás se fueron para otro lado. Ingólfur vio a los caballos pertenecientes a los ladrones en el exterior de un 'shieling' (un refugio temporal que se utiliza en los pastos altos de verano), y se propuso atacar de inmediato. Las probabilidades estaban en su contra pues los ladrones superaban en gran medida a su grupo, por otro lado los hombres de Ingólfur querían esperar a reunirse con la otra mitad de hombres. Ingólfur no quiso esperar.
Ingólfur saltó de su caballo y corrió pendiente hacia abajo en un barranco cercano, cogió dos piedras planas, y fijó una sobre su pecho y ató la otra en su espalda, y así se protegió. En su mano tenía la espada Aettartangi, y entró en el 'shieling'. Ingólfur atacó y animó a su grupo a seguirle incondicionalmente. Los ladrones se enfrentaron a él tan pronto como le vieron, pero gracias a su armadura fallaron todos los golpes.